# Hà Okio
Lương Ngọc Hà (sinh ngày 15 tháng 11 năm 1981), thường được biết đến với nghệ danh Hà Okio, là một nam ca sĩ kiêm sáng tác nhạc, rapper và nhà sản xuất thu âm người Việt Nam. Anh nổi tiếng qua những ca khúc do chính anh sáng tác và trình diễn trước công chúng, đồng thời cũng đảm nhận nhiều vai trò khác nhau trong các chương trình thiện nguyện.

## Thân thế
Hà Okio sinh ra trong 1 gia đình có 3 người con. Chỉ có Hà Okio theo lĩnh vực âm nhạc chuyên nghiệp và anh đã tự rèn luyện, trau dồi những kỹ năng cần thiết trong khoảng thời gian hơn 10 năm trước khi xuất hiện chính thức với vai trò nhạc sĩ kiêm ca sĩ... Hà Okio đã từng làm việc chung với các nhạc sĩ, nhà sản xuất hàng đầu Việt Nam như Quốc Bảo, Võ Thiện Thanh, Huy Tuấn, Dương Khắc Linh...

## Sự nghiệp âm nhạc
Tham gia viết ca khúc, hát trong nhiều phim như Bẫy rồng, Nụ hôn Thần chết, Chuyện tình xa xứ, Siêu mẫu Xì trum, Gia đình số đỏ, Long Ruồi, Mưa đầu mùa, Tèo em
Hà Okio đã tự sản xuất và phát hành album đầu tay (gồm CD & DVD) vào tháng 1 năm 2013 với tên gọi: Những Ca Khúc Không Viết Theo Cung A# gồm những tác phẩm do anh tự sáng tác.
Các ca khúc nổi tiếng, đạt hạng Nhất trên các bảng xếp hạng âm nhạc Việt Nam của anh gồm có:
- Phố (Hạng 1 VN10 XoneFM 2010)
- Nơi Ấy (Hạng 1 VN10, Hạng 1 Top40 XoneFM 2011)
- Như Là Mơ (Hạng 8 YanTV Vpop20 2011)
- Nếu Như (Hạng 1 VN10, Hạng 1 Top40 XoneFM 2011)
- Một Thế giới (Hạng 9 YanTV Vpop 20 2011)
- Sài Gòn Cafe Sữa Đá (Hạng 1 VN10, Hạng 1 Top40 XoneFM 2011)
- Biển Xanh & Nắng Vàng (Hạng 1 VN10, Hạng 1 Top40 XoneFM 2011)
- Your Heart (Hạng 1 VN10, Hạng 1 Top40 XoneFM từ tháng 4 năm 2012)
- MV Your Heart lọt vào top 10 Video hay nhất 2012.
- Đừng Bao Giờ Hết Hy Vọng (Hạng 1 VN10, Hạng 1 Top40 XoneFM từ tháng 3/2013)
- Những Phút Giây Này (Hạng 1 VN10, Hạng 6 Top40 XoneFM từ tháng 6/2013)
- Everybody Has A Choice (Hạng 1 VN10 tháng 2/2014)

Hà Okio từng tham gia các sự kiện âm nhạc: Soundfest lớn nhất VN với quy mô dành cho 50 ngàn người tham dự, Trao Đổi Văn Hoá Việt-Anh, Việt-Hàn, Lễ hội âm nhạc từ thiện Loreto Fest, VN Film Fest, HN Soundstuff, Vietnam's got Talent, HTV Awards, Hoà Nhạc Mozart & Vivsldi's The Coronation Mass & Gloria... 
Anh cũng từng hợp tác với nhiều ca sĩ nổi tiếng như Mỹ Lệ, Thu Minh, Đoan Trang, Ngô Thanh Vân, Lam Trường, Tuấn Hưng, Uyên Linh,, Văn Mai Hương, Đăng Khôi, Thảo Trang VN Idol, Minh Thư, Quang Vinh, Hiền Thục, The Little Wings, The Microwave, Tinna Tình, AM, Thanh Bùi, The Rebelz... 

## Sự nghiệp diễn xuất
Tham gia diễn xuất trong vở nhạc kịch của Charles Dickens: A Christmas Carol, âm nhạc Steve Parsons lời John Popa, đạo diễn Brian Riedlinger. (2010) và Mozart & Vivaldi cùng với The Ho Chi Minh City Choir and Orchestra.
Năm 2013, Ha Okio đã hợp tác với Michael Parks Masterson, 1 nghệ sĩ Broadway nổi tiếng ở Mỹ, trong 1 dự án broadway ở Vietnam. Hà Okio diễn trong vở nhạc kịch Guys and Dolls.

## Những hoạt động thiện nguyện
Hà Okio đã tham gia chương trình Giá Trị Sống Việt Nam, 1 tổ chức phi lợi nhuận thuộc Association for Living Values Education International (ALIVE).
Anh cũng đã đóng góp cho những hội từ thiện trong đó có Poussieres de Vie (Dust of Life), Loreto Vietnam Australia Program and Education for Development.
Hà Okio đã sáng tác những ca khúc chủ đề và hát thiện nguyện cho Giờ Trái Đất Vietnam. 350.org chống biến đổi khí hậu toàn cầu, Hành trình đỏ (hiến máu nhân đạo do Bộ y tế phát động), Áo ấm vùng cao (quyên góp 100 ngàn áo khoác mới cho trẻ em trên cao nguyên VN) và tổ chức ủng hộ trẻ em ung thư VN. 